# Finder情報
Finder情報（英語: Finder Information、FinderInfo）は、macOSが扱うファイルシステム上のメタデータの一種である。

## 概要
Finder情報の多くは、macOS（OS X）およびClassic Mac OSのGUIシェルであるがFinderが視覚的にユーザに示すようなメタデータである。具体例として、ファイルのフォーマットを示す「タイプ」、それを扱うアプリケーションを示す「クリエータ」、ファイル属性を示すフラグ、画面に表示する際の位置とサイズ等がある。
API上は構造体として公開されている16バイトの連続したデータであり、16バイトの拡張Finder情報が追加された。現在は両者をまとめて32バイトのFinder情報として扱われる。ファイルのためのFinder情報はFile Information (FInfo)およびExtended File Information (FXInfo)、ディレクトリのためのFinder情報はDirectory Information (DInfo)およびExtended Directory Information (FXInfo)として定義されている。
後のmacOSにおいても、カーネルレベルからFinder情報を扱うことができる。これについてはAppleが公開しているカーネルソースで確認できる。ただし、macOSはUnix系オペレーティングシステムであるDarwinをベースとしており、Finder情報という概念がないUnix系のアプリケーションでファイルを扱った場合にFinder情報が損失する。
Mac OS X v10.4では、Finder情報はcom.apple.FinderInfoという名前の32バイトの拡張属性として再定義された。次のv10.5ではこの拡張属性をUnix系のコマンドで扱えるようになった。

## 保存及び転送
AppleによるファイルシステムであるHFSと、HFS+、及びファイル共有プロトコルAFPはFinder情報を正常に取り扱えるが、他のプラットフォームとの交換の際にこれを損失するおそれがある。Mac OS用に開発されたアーカイブフォーマット（Macバイナリ、BinHex、Compact Pro、StuffIt、AppleSingleとAppleDoubleなど）はFinder情報の全てあるいはその中の重要な情報を保存するので、リストア側のソフトウェアが対応していれば損失しない。
Classic Mac OSがDOS用のファイルシステムであるFATのフロッピーディスクにファイルを保存する場合は、隠しファイルを作ってその中にFinder情報を保存した。現在のmacOSが他のプラットフォームにファイルを保存する際（FAT、SMB/CIFS等）は隠しファイルにAppleDoubleフォーマットを用いて保存する。Windows NTのSFM（Service for Macintosh）サービスを用いてNTFS上にファイルを保存した場合、Finder情報は代替データストリームとして保存される。

## 閲覧及び変更
Finder情報はOSが内部的に扱うものであるため、Finderはユーザーが直接Finder情報の生データを閲覧や変更を提供する機能は提供していない。Appleが無償で配布していたResEditは主にリソースフォークを編集するものであるが、Finder情報も操作できる。Xcodeに付属するGetFileInfo、SetFileコマンドを用いれば、タイプとクリエータ、属性を表示/変更することができる。
Mac OS X v10.5以降では拡張属性として扱えるため、OS付属のxattrコマンドから操作できる。

## 参照
1. ↑  “Inside Macintosh / Chapter 7 - Finder Interface / File Information Record”.   Apple. 2025年2月19日閲覧。
2. ↑  “Inside Macintosh / Chapter 7 - Finder Interface / Extended File Information Record”.   Apple. 2025年2月19日閲覧。
3. ↑  “Inside Macintosh / Chapter 7 - Finder Interface / Directory Information Record”.   Apple. 2025年2月19日閲覧。
4. ↑  “Inside Macintosh / Chapter 7 - Finder Interface / Extended Directory Information Record”.   Apple. 2025年2月19日閲覧。
5. ↑  Mac OS X v10.0 “xnu-123.5 bsd/hfs/hfs.h”.   Apple. 2012年11月11日時点のオリジナルよりアーカイブ。2025年2月19日閲覧。
6. ↑  Mac OS X v10.4 “xnu-792 bsd/sys/xattr.h”.   Apple. 2012年11月13日時点のオリジナルよりアーカイブ。2012年11月13日閲覧。
7. ↑  Mac OS X: Apple Double フォーマットは接頭辞に「._ 」を持つファイル名を作成します